# ان‌جی‌سی ۵۰۸۴
ان‌جی‌سی ۵۰۸۴ (انگلیسی: NGC 5084) یک کهکشان عدسی شکل در صورت فلکی دوشیزه است. این کهکشان در فاصله حدود ۸۰ میلیون سال نوری از زمین قرار دارد، ویلیام هرشل این کهکشان را در ۱۰ مارس ۱۷۸۵ کشف کرد.